# Teodoro de Croix
Teodoro de Croix (Lilla, 20 giugno 1730 – Madrid, 1792) è stato un militare e funzionario spagnolo.
Dal 6 aprile 1784 al 25 marzo 1790 fu viceré del Perù.

## Gioventù
Teodoro de Croix nacque in Francia, figlio di Alexandre-Maximilien-François de Croix, marchese de Heuchin, e Isabelle-Claire-Eugène de Houchin. Si arruolò nell'esercito spagnolo all'età di 17 anni, e fu
mandato in Italia come cadetto granatiere della Guardia Reale. Nel 1750 fu trasferito alle guardie di Walloon, guardie del corpo dei re Borbone di Spagna. Nel 1756 fu promosso tenente e divenne cavaliere dell'Ordine Teutonico. Divenne colonnello nel 1760.
Nel 1766 si trasferì in Nuova Spagna come capitano nella guardia del viceré Carlos Francisco de Croix. In seguito fu comandante della fortezza di Acapulco ed ispettore di tutte le truppe del vicereame. Rimase in carica fino al 1770. Nel 1771 terminò il mandato del viceré Croix, e Francisco e Teodoro fecero ritorno in Spagna. Il visitador José de Gálvez tornò con loro.

## Province Interne Settentrionali
La Comanderia Generale delle Province Interne (Province del Nord) fu creata in Nuova Spagna nel 1776, e comprendeva le province di Sonora y Sinaloa, Nueva Vizcaya, Las Californias, Santa Fe de Nuevo México e Coahuila y Texas (precedentemente nota come Nueva Extremadura).
Questa organizzazione si rese necessaria a causa dei numerosi attacchi di Apache, Seri, Comanche ed altre tribù indiane, e per il timore di attacchi delle altre potenze europee. Il quartier generale fu stabilito ad Arizpe, Sonora.
Il 16 maggio 1776 re Carlo III di Spagna nominò il brigadiere Teodoro de Croix primo comandante generale della nuova giurisdizione. Sostituì Hugo Oconór, nominato dal viceré della Nuova Spagna Antonio María de Bucareli y Ursúa, a capo delle forze spagnole della frontiera settentrionale. Fu indipendente dal viceré della Nuova Spagna su buona parte del territorio, ma in Alta California i due dovevano condividere il potere.
Croix assunse l'incarico il 1º gennaio 1777. Ad agosto lasciò Città del Messico per controllare il nuovo territorio. Era responsabile della difesa militare, della colonizzazione civile e della conversione degli indiani sparsi sull'ampio territorio. Croix rispondeva direttamente al ministro delle Indie, José de Gálvez.
Costruì la più potente forza militare mai vista lungo la frontiera settentrionale dal Texas a Sonora. Il 24 ottobre 1781 il re approvò la separazione delle due Californie.

## Viceré del Perù
Croix fu nominato tenente generale e viceré del Perù il 13 febbraio 1783. Lasciò il comando delle Provincias Internas del Norte a Felipe de Neve.
Come viceré del Perù decentralizzò il governo tramite la creazione di sette intendencias. Costruì l'anfiteatro anatomico ed iniziò il giardino botanico di Lima. Adottò rigorose misure per cancellare gli insegnamenti di enciclopedisti e rivoluzionari statunitensi e francesi. Migliorò la fortificazione delle coste collaborando alla creazione della Junta Superior de Comercio e del Tribunal de Minería (1786).
Il suo mandato da viceré terminò nel 1790, e decise di fare ritorno in Spagna. Nel 1791 divenne colonnello della guardia reale e commendatore dell'Ordine Teutonico. Morì a Madrid l'anno seguente.
Gli abitanti di Lima lo conoscevano come el Flamenco (Il fiammingo).